# Distrito de Maramureș
Maramureș es un distrito (județ) ubicado en la zona septentrional de Rumania, en la región de Transilvania. Su superficie es de 6.304 km² y su población es de 510.110 habitantes (en 2002), con una densidad de 81 hab/km². 
La ciudad capital del distrito es Baia Mare (137.976 hab).
La mayoría de la población es de origen rumano (82%), mientras que las principales minorías las constituyen los húngaros y los ucranianos.

## Distritos vecinos
- Distrito de Suceava por el este.
- Distrito de Satu Mare por el oeste.
- Ucrania (Óblast de Ivano-Frankivsk y de Zakarpatia) por el norte.
- Distritos de Sălaj, Cluj y Bistriţa-Năsăud por el sur.

## Demografía
En el año 2002, la población del distrito ascendía a 510.110 habitantes, mientras que la densidad poblacional era de 81 hab/km².
- Rumanos - 82,02% (418.405 hab.)[1]
- Húngaros - 9,07% (46.300 hab.)
- Ucranianos - 6,67% (or 34.027 hab.)
- Romaníes - 1,74% (or 8.913 hab.)
- Alemanes - 0,39% (or 2.012 hab.), y otros.

| Año  | Población del distrito |
| ---- | ---------------------- |
| 1948 | 321,287                |
| 1956 | 367,114                |
| 1966 | 427,645                |
| 1977 | 492,860                |
| 1992 | 540,099                |
| 2002 | 510,110                |

## Geografía
El distrito tiene una extensión territorial de 6.304 km², de los cuales el 43% están ocupados por los Montes Rodna, cuyo pico más alto (el Pietrosul) tiene 2.303 m de altitud. Junto con las cordilleras de Gutâi y Ţibleş, los Rodna forman parte de los Cárpatos Orientales. La geografía del resto del distrito se caracteriza por sus colinas, mesetas, y valles. Maramureş  es atravesado por el río Tisza y sus principales afluentes: los ríos Iza, Viseu, y Mara.

## División administrativa

### Comunas
- Ardusat
- Ariniș
- Asuaju de Sus
- Băița de sub Codru
- Băiuț
- Bârsana
- Băsești
- Bicaz
- Bistra
- Bocicoiu Mare
- Bogdan Vodă
- Boiu Mare
- Botiza
- Budești
- Călinești
- Câmpulung la Tisa
- Cernești
- Cicârlău
- Coaș
- Coltău
- Copalnic-Mănăștur
- Coroieni
- Cupșeni
- Desești
- Dumbrăvița
- Fărcașa
- Gârdani
- Giulești
- Groși
- Groșii Țibleșului
- Ieud
- Lăpuș
- Leordina
- Mireșu Mare
- Moisei
- Oarța de Jos
- Ocna Șugatag
- Oncești
- Petrova
- Poienile de sub Munte
- Poienile Izei
- Recea
- Remetea Chioarului
- Remeți
- Repedea
- Rona de Jos
- Rona de Sus
- Rozavlea
- Ruscova
- Săcălășeni
- Săcel
- Sălsig
- Săpânța
- Sarasău
- Satulung
- Șieu
- Șișești
- Strâmtura
- Suciu de Sus
- Vadu Izei
- Valea Chioarului
- Vima Mică
- Vișeu de Jos

## Economía
Maramureş es reconocido por sus actividades ganaderas y agrícolas, que no fueron afectadas en forma importante por la campaña de industrialización llevada a cabo durante el período comunista. Las tareas de arado, plantación y cosecha se realizan en forma manual en la mayoría de los casos.
El distrito también cuenta con una desarrollada industria minera, con zonas de extracción de metales en distintos puntos de su territorio. Las plantas industriales construidas en los alrededores de Baia Mare durante el período comunista han causado un alto grado de contaminación en el lugar.

## Turismo
La región es reconocida por sus bellos paisajes y sus artesanos, así como también por sus iglesias y su arquitectura rural. No hay muchas rutas asfaltadas en las zonas rurales, y algunas de ellas no están transitables en todo momento.
Los principales destinos turísticos son:
- Las ciudades de Baia Mare y Sighetu Marmaţiei y Targu Lapus.
- Los villorios en los valles de Iza, Mara, y Vişeu.
  - Las Iglesias de madera de Maramureş.
  - El Cementerio alegre de Săpânţa.
  - Monasterio Rohia  Archivado el 8 de noviembre de 2008 en Wayback Machine.
- Los Montes Rodna.